# Asháninka (Sprache)
Asháninka ist die Sprache der gleichnamigen Ethnie in Peru. Sie gehört zu den Arawak-Sprachen.

## Verbreitung

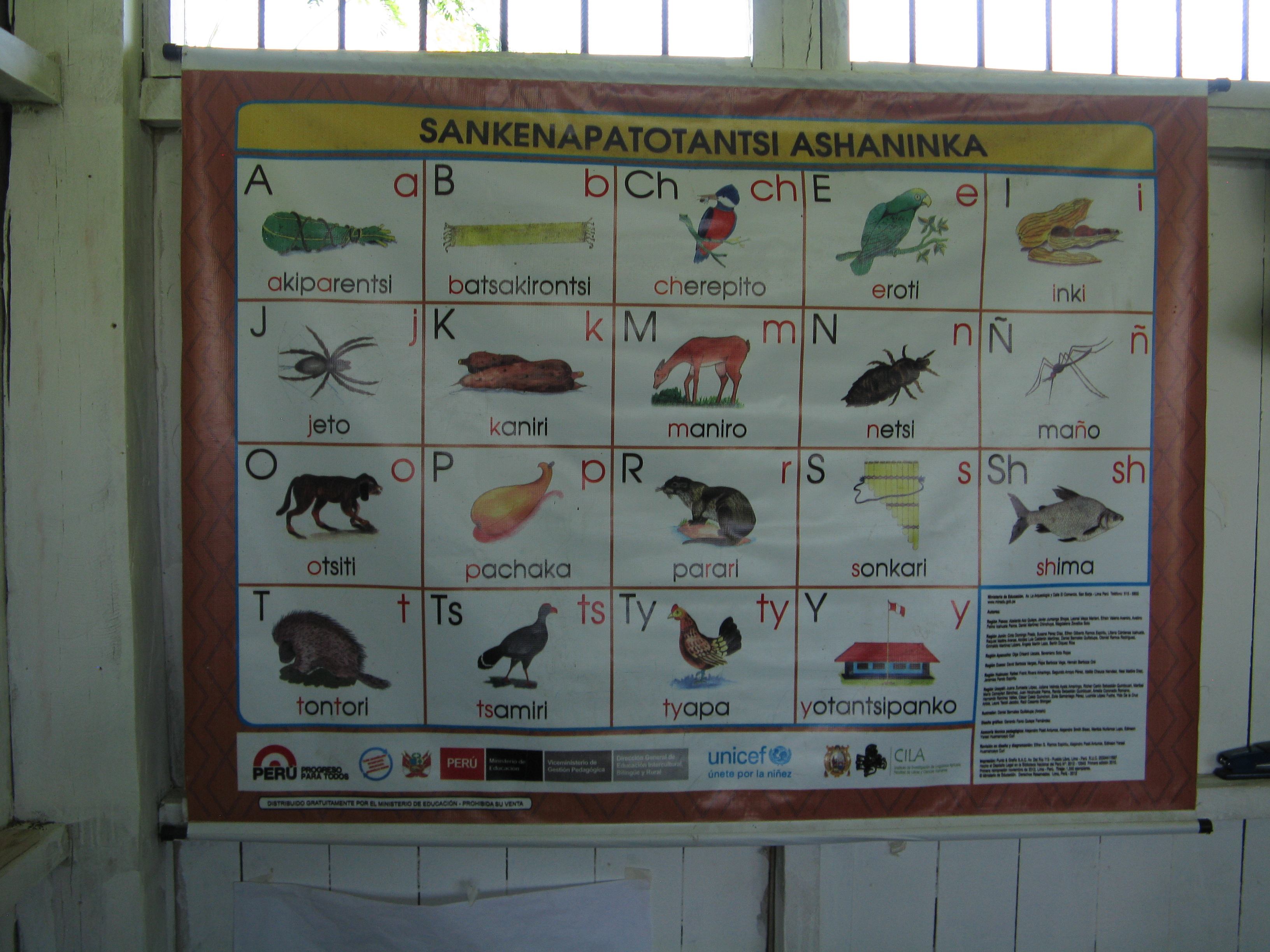
Tafel mit dem Alphabet in Ashaninca, in einer Schule in Peru, Comunidades Nativas Asháninka "Nuevos Unidos Tahuantinsuyo", (Distr. Puerto Inca)

In Peru haben 0,3 % der Bevölkerung Asháninka als Muttersprache. Damit steht die Sprache in diesem Land an vierter Stelle, nach Spanisch, Quechua und Aymara. Am stärksten vertreten ist die Sprache in den departamentos Ucayali (4,3 %), Junín (4,0 %) und Pasco (3,3 %). Die Gesamtzahl der Muttersprachler ab 3 Jahren beträgt 73 567.